# 120 mm Mle 1915 TR
L'Obusier de 120 mm Modèle 1915 Tir Rapide era un obice pesante francese progettato e realizzato dalla Schneider e utilizzato da diverse nazioni durante la prima guerra mondiale.

## Storia
Le origini del Mle 1915 risalgono al pezzo Schneider-Canet 120 mm Mle 1909, designato anche O.C. 120 Nr2 nel catalogo aziendale, definito nel 1912 "obice de grande mobilité, très stable au tir" sia diretto che indiretto.
In servizio con la Russia, il Mle 1909 venne adattato alla munizione da 122 mm, divenendo il 122 mm M1910, prodotto in grandi quantità dalla Putilov e utilizzato in entrambe le guerre mondiali .
La Schneider fornì il Mle 1909 anche a Bulgaria e Serbia nel 1910-1911. Quest'ultima nazione ordinò un secondo lotto nel 1912 e dopo le guerre balcaniche anche la Bulgaria fece lo stesso, ma a causa dello scoppio della Grande Guerra la Francia cancellò il contratto bulgaro e requisì gli obici, che nel giugno 1915 vennero assegnati alle unità di artiglieria a cavallo con la denominazione Mle 1915. Mle 1909 e Mle 1915 risultavano pressoché identici nelle specifiche e nelle prestazioni. Nel settembre 1915 i bulgari entrarono in guerra al fianco degli Imperi centrali e, come nelle precedenti guerre balcaniche, i pezzi Schneider da 120 mm si trovarono ad essere impiegati da entrambe le alleanze in guerra.

## Impiego operativo
L'ordine iniziale serbo per 6 batterie piazzato nel 1910-1911 venne seguito da un secondo ordine per ulteriori 2 batterie nel 1912. I bulgari, dopo le guerre balcaniche, ordinarono 11 batterie, che furono requisite dalla Francia allo scoppio della Grande Guerra. Di queste, 6 batterie vennero dirottate all'esercito serbo, le restanti 5 vennero assegnate all'Armée de terre. I cannoni equipaggiarono le tre batterie del I gruppo del 103e RAHL dal novembre 1915 al 1918, quando vennero rimpiazzati dagli Schneider 105 mm Mle. 1913. Le rimanenti due batterie vennero assegnate al III gruppo del 117e RAHL, che mantenne questi obici solo da aprile ad agosto 1916. In seguito gli obici vennero assegnati all'Armee d'Orient e trasferiti all'esercito serbo. Un numero sconosciuto venne consegnato alla Romania, mentre il Belgio ricevette 22 obici, denominati Ob. 120 S.

## Tecnica
Il Mle 1915 era basato su un progetto convenzionale per l'epoca, con affusto a coda unica, due ruote a raggi in legno, scudo, freno di sparo idropneumatico e otturatore a vite interrotta. Il pezzo utilizzava cariche di lancio separate, costituite da un bossolo metallico contenente da 1 a 5 sacchetti di propellente, scalabili in base alla velocità alla volata e alla gittata voluta.
La coda dell'affusto presentava un recesso che consentiva il rinculo della culatta ad alti angoli di elevazione e terminava con un vomero. Il pezzo era dotato di una cucchiaia integrata per facilitare il caricamento delle munizioni. Il freno di sparo era posizionato sotto la canna. Lo scudo, spesso 4 mm, era realizzato in acciaio temperato al nickel ed era composto da tre sezioni. Il puntatore era dotato di ottica panoramica amovibile Goerz-Schneider.
L'obice era progettato per il traino con tre pariglie di cavalli e un cassone con avantreno per le munizioni e le attrezzature. L'avantreno trasportava 10 colpi mentre il cassone 24 colpi.